# 胡利安·加西亚·巴尔加斯
胡利安·加西亚·巴尔加斯（西班牙語：Julián García Vargas，1945年—）是西班牙经济学家。西班牙工人社会党党员。曾任卫生与消费大臣、国防大臣。

## 生平
1945年出生于马德里。1968年毕业于马德里康普顿斯大学经济学专业。
作为经济学和医疗卫生专家，他曾在众多私营和国营部门任职。1986年7月26日在费利佩·冈萨雷斯内阁中出任卫生大臣。任期内极大地改善了西班牙的医疗保健系统。1991年3月12日在内阁改组后担任国防大臣，并在1993年7月的改组中留任职位。然而由于牵连到国防秘密部门（国家高级防御情报中心）对公众隐私的监视，他于1995年7月2日递交辞呈。他的职务由古斯塔沃·苏亚雷斯接替 。
辞职后，他又于1995年11月至1996年4月担任欧洲联盟驻波斯尼亚莫斯塔爾特别代表，以监督和平谈判进程。他还是西班牙国防科技、航天与太空管理协会主席，直到2013年6月卸任。